# I misteri di Alleghe
I misteri di Alleghe (deutsch Die Geheimnisse von Alleghe), auch bekannt als I delitti di Alleghe (deutsch Die Verbrechen von Alleghe), sind eine Serie von Morden, die 1933 und 1946 in der italienischen Gemeinde Alleghe in der Provinz Belluno begangen wurden. Die Täter wurden erst Jahre später nach der Veröffentlichung eines Zeitungsartikels, einem darauffolgenden Verleumdungsprozess und einer verdeckten polizeilichen Ermittlung zur Rechenschaft gezogen.

## Die Morde

### Tod von Emma De Ventura
Emma De Ventura arbeitete als Zimmermädchen im Hotel „Centrale“ in Alleghe. Dieses Hotel gehörte den Eheleuten Elvira Riva und dem Dorfmetzger Fiore Da Tos. Am 9. Mai 1933 wurde Emma De Venturas Leiche im Hotel aufgefunden. Die Besitzer des Hotels behaupteten, sie habe Suizid begangen – eine Version, die auch vom Pfarrer und dem Arzt, der den Körper der toten Frau untersuchte, bestätigt wurde. Jedoch wurde De Ventura am selben Tag noch gutgelaunt gesehen und sie wollte sich später noch mit ihrem Verlobten treffen.
Gemäß der Rekonstruktion wollte sich das Mädchen durch Einnahme einer Jodtinktur umbringen, diese habe aber so starke Schmerzen verursacht, dass sie sich mit einem Rasiermesser selbst die Kehle durchtrennt habe, um ihr Leiden zu beenden. Die Jodflasche wurde verschlossen in einem Möbelstück gefunden, während das Rasiermesser auf dem Nachttisch einige Meter von der Leiche entfernt gefunden wurde. Nach der Obduktion wurde Jodtinktur im Magen gefunden. Für die Behörden war somit die Suizidthese bestätigt und die Untersuchungen wurden abgeschlossen.

### Tod von Carolina Finazzer
Aldo Da Tos, der Sohn der Hotelbesitzer Riva/Da Tos, heiratete später im selben Jahr Carolina Finazzer. Carolina stammte aus einer reichen Familie und die Ehe wurde von den Eltern der beiden arrangiert. Carolina und Aldo brachen in die Flitterwochen auf, die sie jedoch früher als erwartet beendeten: Die Braut rief verstört ihre Mutter an und bat sie, sie am nächsten Tag in Alleghe abzuholen. Dort wurde sie aber am 4. Dezember 1933 tot beim Pier des Lago di Alleghe aufgefunden. Es wurde zunächst spekuliert, dass sie depressiv war oder schlafwandelte und versehentlich in den See gefallen war. An der Leiche wurden einige Prellungen gefunden, die für den Gerichtsmediziner erste Anzeichen von Fäulnis aufwiesen, obwohl seit dem Tod erst einige Stunden vergangen waren und das Wasser, in dem die Leiche gefunden wurde, sehr kalt war. Das Gutachten des Arztes und die anschließende Obduktion bestätigten den Tod durch Ertrinken. Carolina Finazzers Tod wurde zum Suizid erklärt und weitere Untersuchungen wurden somit eingestellt.

### Ermordung der Eheleute De Toni/Del Monego
Das Ehepaar Luigia De Toni und Luigi Del Monego betrieb in Alleghe eine Bäckerei und eine ENAL-Filiale, eine Filiale der „Ente Nazionale Assistenza Lavorator“ (des nationalen Arbeiterhilfswerks). In der Nacht auf den 18. November 1946 wurden sie in Alleghe in der Gasse La Voi erschossen, als sie nach Ladenschluss mit den Tageseinnahmen von ca. 100.000 Lire auf dem Heimweg waren. Da der Zweite Weltkrieg erst im Vorjahr endete und somit noch viele Waffen im Umlauf waren, achtete niemand auf die Schüsse. Am nächsten Tag wurden ihre Leichen ohne Bargeld gefunden. Der Frau fehlten zudem ihre Ohrringe. Die Polizei ging von einem Raubmord aus, obwohl die Leichen der Opfer in einiger Entfernung voneinander gefunden und die Schüsse gegen 2:40 Uhr fast zeitgleich abgefeuert wurden.
Zunächst wurde Luigi Verocai des Verbrechens angeklagt, ein Flüchtling, der aus dem Gefängnis geflohen war, bevor er in Abwesenheit wegen eines weiteren Mordes verurteilt wurde, von dem er 1949 freigesprochen wurde; Verocai wurde festgenommen, aber im Rahmen der Ermittlungen von der Anklage freigesprochen und die Tat durch Unbekannte angezeigt.

## Artikel in Il Lavoro Illustrato und Verleumdungsklage
Der junge Journalist Sergio Savane war mit dem Ehepaar Del Monego befreundet. Luigi Del Monego hatte ihm gegenüber geäußert, dass die Hotelbesitzer Del Tos ein düsteres Geheimnis umgebe. Nach dem Tod der Eheleute stellte er eine Verbindung ihrer Ermordung zu den Todesfällen von 1933 her. Nachdem er seinem Verleger Pasquale Festa Campanile seinen Verdacht äußerte, beauftragte dieser ihn, Recherchen anzustellen und einen Artikel darüber zu schreiben.
1952 fuhr Savane nach Alleghe und begann, seine eigenen Untersuchungen durchzuführen. Hier traf er bei der Bevölkerung aber auf eine Wand aus Schweigen. Daraufhin veröffentlichte Saviane einen Artikel mit dem Titel „Das Montelepre des Nordens“, wodurch die Omertà der Mafia der ruhigen Seestadt gegenübergestellt wurde. Der Artikel im Winter dieses Jahres brachte dem jungen Journalisten eine Verleumdungsklage der Da Tos und eine anschließende Freiheitsstrafe von acht Monaten auf Bewährung ein.

## Verdeckte polizeiliche Ermittlung
Durch Savanes Artikel wurde der junge Brigadier Ezio Cesca der Carabinieri in Auronzo auf den Fall aufmerksam und wandte sich an seinen Kommandanten. Dieser autorisierte ihn, eigene Untersuchungen anzustellen. Cesca begab sich 1953 nach Alleghe und fand dort inkognito Beschäftigung als Arbeiter und sammelte in Tavernen Informationen. Dabei erfuhr er, dass das Ehepaar De Monego ermordet wurde, weil es etwas gesehen haben soll. Dabei fiel der Name Giuseppe Gasperin. Cesca lernte ihn kennen und freundete sich so sehr mit ihm an, dass Gasperin ihm anvertraute, dass in der Gasse La Voi eine Dame namens Corona Valt wohne, die möglicherweise etwas über den Mord an dem Paar wisse. Um zu Valt zu gelangen, verlobte sich Cesca mit ihrer Nichte, und nach einiger Zeit vertraute ihm die alte Frau an, dass sie in der Nacht des Verbrechens drei Menschen in der Gasse gesehen habe, darunter Giuseppe Gasperin.
Um Gasperin zum Geständnis zu bringen, schlug Cesca ihm vor, sich an einem Verbrechen zu beteiligen, bei dem Männer mit Schusswaffen gebraucht würden. Gasperin nahm an und vertraute ihm an, dass er bereits getötet habe.
Daraufhin wurde Gasperin verhaftet. Bei der Befragung enthüllte er die Namen der Täter des Verbrechens: Pietro de Biasio und Aldo Da Tos. De Biasio war der Ehemann von Adelina Da Tos, Tochter der Besitzer des Hotels Centrale in Alleghe, und Aldo da Tos ihr Bruder sowie Witwer von Carolina Finazzer. Pietro de Biasio und Aldo Da Tos wurden 1958 verhaftet, einige Monate später auch Adelina Da Tos selbst.

## Gerichtsverhandlung und Urteil
Nach dem sechsmonatigen Prozess mit 33 Anhörungen sprach das Schwurgericht von Belluno am 8. Juni 1960 Aldo und Adelina Da Tos und Pietro De Biasio für schuldig und verurteilte sie zu lebenslanger Haft. Aldo und Pietro wurden für den Tod von Carolina Finazzer und den Ehegatten Del Monego schuldig gesprochen, Adelina nur am Tod von Finazzer; der Mord an Emma De Ventura war indessen verjährt. Giuseppe Gasperin wurde zu dreißig Jahren Haft verurteilt, wovon ihm sechs Jahre erlassen wurden, weil er mit seinem Geständnis dazu beigetragen hatte, die anderen Täter festzunehmen.
Während des Berufungsverfahrens im Jahr 1964 gestanden die Da Tos und De Biasio ebenfalls, an den Morden beteiligt gewesen zu sein, aber das Urteil ersten Grades wurde bestätigt und später bestätigte auch das Kassationsgericht die vorherigen Urteile am 4. Februar 1964. Aldo Da Tos und Pietro De Biasio starben im Gefängnis, während Adelina Da Tos 1981 im Alter von 73 Jahren begnadigt wurde und 1988 starb.

## Mordmotive

### Motiv für den Mord an Emma De Ventura
Laut Adelina Da Tos ermordete sie das Zimmermädchen aus Eifersucht. Allerdings geht dem Mord von Emma De Ventura eventuell ein weiterer Mord voraus (siehe den Punkt „Kontroverse“).

### Motiv für den Mord an Carolina Finazzer
Carolina Finazzer, Aldos Frau, wurde von Pietro De Biasio mit Hilfe der Da-Tos-Geschwister erwürgt, weil ihr Mann ihr während der Flitterwochen von der Ermordung des Dienstmädchens Emma De Ventura erzählt hatte. Als sie darauf verstört reagierte, beschlossen die Da Tos, sie zu beseitigen.

### Motiv für den Mord an den Eheleuten Del Monego
Die Del Monegos wurden getötet, weil sie in der Nacht vom 4. Dezember 1933 gesehen hatten, wie Aldo die Leiche seiner toten Frau auf seinen Schultern zum See trug. Nach 13 Jahren beschlossen die Täter, auch diese Zeugen zu beseitigen und Aldo Da Tos, Pietro De Biasio und Giuseppe Gasperin ermordeten sie in der Gasse.

## Kontroverse
Sergio Savane, der Journalist, dessen Zeitungsartikel Auslöser für die polizeilichen Ermittlungen war, veröffentlichte über den Fall ein Buch. Darin behauptet er, dass Emma De Ventura als Augenzeugin eines weiteren (und somit ersten) Mordes beseitigt wurde. Laut Savane wollte Elvira Riva, die Besitzerin des Hotels Centrale und anderer Immobilien in Alleghe, den mittellosen, elf Jahre jüngeren Arbeiter Fiore Da Tos heiraten. Zu diesem Zeitpunkt war sie jedoch schon von einem anderen Mann schwanger. Deshalb brachte Fiore sie nach Mirano, wo sie entband und das Kind in Venedig bei einem Bekannten unterbrachte, damit dieser es auf ihre Kosten aufzog. Als der Sohn Umberto Giovanni erwachsen war, kam er nach Alleghe, um seinen Teil des Erbes einzufordern, und wurde deshalb ermordet. Zufällig hatte das Dienstmädchen Emma De Ventura seine Leiche im Keller des Hotels entdeckt und wurde daraufhin getötet, damit sie nichts verraten konnte. Die Leiche wurde von den Ermittlern aber nie gefunden, weshalb diese Version von vielen angezweifelt wird.

## Bücher und Verfilmungen

### Bücher
- 1964: Sergio Saviane: I misteri di Alleghe (dt. Die Geheimnisse von Alleghe)
- 2001: Pietro Ruo: I segreti del lago (dt. Die Geheimnisse des Sees)
- 2010: Toni Sirena: La montagna assassina. Innocenti e colpevoli dei ‘delitti di Alleghe’ (dt. Der Mordberg – Der Verbrechen unschuldig und schuldig)

### Fernsehen
- Buio nella valle (zu Deutsch: Dunkelheit im Tal). Miniserie von 1984.[3]
- Blu notte – Misteri italiani (dt. Blaue Nächte – italienische Geheimnisse) (2000). Achte Episode der dritten Staffel der italienischen Dokumentarserie.[4]

### Film
- La donna del lago (zu Deutsch: Die Frau vom See): Italienischer Proto-Giallo von 1965 unter der Regie von Luigi Bazzoni mit Peter Baldwin und Virna Lisi. Der Film basiert auf dem Kriminalroman von Giovanni Comisso und ist nur lose von den wahren Ereignissen inspiriert.[5]
- Segui le ombre (dt. Folge den Schatten) (2003/2004)[6]